# Oscar Blotta
Oscar Blottita Blotta (25 de Mayo, 25 de septiembre de 1918 - Don Bosco, Quilmes; 6 de mayo de 2007) fue un dibujante, historietista y publicista argentino.

## Infancia y juventud
Sus padres emigraron hacia la Argentina en la última década del siglo XIX, desde la provincia de Pistoia, en la región de la Toscana (Italia).
A los quince años se conocieron sus primeros dibujos en una serie de avisos publicitarios para envases de productos.
Estudió en la Escuela Nacional de Bellas Artes (de Buenos Aires), pero no ejerció el profesorado.

### Inicios profesionales
Trabajó junto a Dante Quinterno, en las revistas Patoruzú y Patoruzito, dibujando a personajes como Gnomo Pimentón -cocreado junto con Laura Quinterno- y el avivado Ventajita. Trabajó también ilustrando cuentos infantiles.
Se casó con Herminia Zelis, con quien tuvo tres hijos:
- Carlos Horacio,
- Lucía y
- Oscar Eduardo (alias Oskar), fundador y creador de la emblemática revista Satiricón junto a Andrés Cascioli.[1]

En 1942 participó en la realización de la primera película argentina de dibujos animados Upa en apuros.
A partir de 1959 y durante los primeros años de la década de 1960 Botta trabajó para la revista Selecciones Escolares de la editorial Códex, donde se encargó de ilustrar por un lado las situaciones humorísticas de Lanky and Shortyun el dúo protagonista de un curso de inglés titulado "Inglés práctico", y por otro lado ilustró las aventuras de un grupo de jóvenes que habían formado un equipo de fútbol al que vivaban como Yapeyú...hip, hip ¡rá! 

### Últimos años
Colaboró en la revista Satiricón de su hijo Oskar Blotta.
Quedó viudo en mayo de 2004.
En las muestras Postales porteñas y Patoruzú: una revista, una época; realizadas ambas por el Museo del Dibujo y la Ilustración (en el Museo Eduardo Sívori de Buenos Aires), fueron expuestas ilustraciones originales que el artista realizara para la revista Patoruzú.
En 2005, en su ciudad natal Veinticinco de Mayo, se fundó el Museo del Dibujo «Oscar Blotta», donde se exponen trabajos de historieta, ilustración y caricaturas de diferentes artistas.
En 2009 participa con un original del su personaje Ventajita y uno de la célebre sección Temas Porteños, ambos realizados para el revista Patoruzú; en la muestra "Bicentenario: 200 años de Humor Gráfico" que el Museo del Dibujo y la Ilustración realiza en el Museo Eduardo Sívori de la ciudad de Buenos Aires.